# Tour de Romandía 2021
La 74.ª edición de la competición ciclista Tour de Romandía fue una carrera de ciclismo en ruta por etapas que se celebró entre el 27 de abril y el 2 de mayo de 2021 en Suiza con inicio en la ciudad de Oron y final en la ciudad de Friburgo. El recorrido constó de 6 etapas sobre una distancia total de 684,04 kilómetros.
La carrera formó parte del circuito UCI WorldTour 2021, calendario ciclístico de máximo nivel mundial, siendo la decimoséptima carrera de dicho circuito y fue ganada por el británico Geraint Thomas del INEOS Grenadiers. Completaron el podio, como segundo y tercer clasificado respectivamente, el australiano Richie Porte, compañero de equipo del vencedor, y el italiano Fausto Masnada del Deceuninck-Quick Step.

## Equipos participantes
Tomaron parte en la carrera 20 equipos: 19 de categoría UCI WorldTeam invitados por la organización y la selección nacional de Suiza. Formaron así un pelotón de 140 ciclistas de los que acabaron 120. Los equipos participantes fueron:
| WorldTeams (19)- AG2R Citroën Team - Astana-Premier Tech - Bahrain Victorious - Bora-Hansgrohe - Cofidis - Deceuninck-Quick Step - EF Education-Nippo - Groupama-FDJ - Ineos Grenadiers - Intermarché-Wanty-Gobert Matériaux - Israel Start-Up Nation - Jumbo-Visma - Lotto Soudal - Movistar Team - Team BikeExchange - Team DSM - Qhubeka Assos - Trek-Segafredo - UAE Team Emirates Equipo nacional- Suiza |
| |

## Recorrido
El Tour de Romandía dispuso de seis etapas divididas en un prólogo en la primera etapa, dos etapas de media montaña, dos etapas de montaña, y una contrarreloj individual en la última etapa, para un recorrido total de 684,04 kilómetros y 13 080 metros de desnivel positivo, récord de la prueba. La carrera presentará en la segunda etapa sobre las localidades suizas de  Aigle y Martigny el mismo trazado en el que se iba a disputar el Campeonato Mundial de Ciclismo en Ruta del año pasado y que finalmente acogió la localidad italiana de Imola tras la suspensión en Suiza; esta etapa presenta el bucle final que incluye la subida al Col de la Forclaz de 4 km al 10.2% de pendiente media y con rampas que alcanzan el 15%.
| Etapa     | Fecha     | Recorrido                   | type                    | Distancia (km) | Desnivel (m) | Ganador         | Líder          |
| --------- | --------- | --------------------------- | ----------------------- | -------------- | ------------ | --------------- | -------------- |
| Prólogo   | 27 de abr | Oron – Oron                 | prólogo                 | 4,05           | 82 m         | Rohan Dennis    | Rohan Dennis   |
| 1.ª etapa | 28 de abr | Aigle – Martigny            | etapa escarpada         | 168,1          | 1979 m       | Peter Sagan     | Rohan Dennis   |
| 2.ª etapa | 29 de abr | La Neuveville – Saint-Imier | etapa de media montaña  | 165,7          | 3305 m       | Sonny Colbrelli | Rohan Dennis   |
| 3.ª etapa | 30 de abr | Estavayer – Estavayer       | etapa escarpada         | 168,7          | 1973 m       | Marc Soler      | Marc Soler     |
| 4.ª etapa | 1 de may  | Sion – Thyon                | etapa de montaña        | 161,3          | 4328 m       | Michael Woods   | Michael Woods  |
| 5.ª etapa | 2 de may  | Friburgo – Friburgo         | contrarreloj individual | 16,19          | 338 m        | Rémi Cavagna    | Geraint Thomas |

## Desarrollo de la carrera

### Prólogo
| Oron - Oron | prólogo | (4,05 km) |

| \| Clasificación de la etapa \| Clasificación de la etapa \| Clasificación de la etapa \| Clasificación de la etapa \| Clasificación de la etapa \| \| Ciclista \| Ciclista \| Equipo \| Tiempo \| \| \| ------------------------- \| ------------------------- \| ------------------------- \| ------------------------- \| ------------------------- \| \| 1.º \| Rohan Dennis \| Ineos Grenadiers \| 5 min 26 s \| \| \| 2.º \| Geraint Thomas \| Ineos Grenadiers \| + 9 s \| \| \| 3.º \| Richie Porte \| Ineos Grenadiers \| + 9 s \| \| \| 4.º \| Rémi Cavagna \| Deceuninck-Quick Step \| + 11 s \| \| \| 5.º \| Stefan Bissegger \| EF Education-Nippo \| + 11 s \| \| \| 6.º \| Jan Tratnik \| Bahrain Victorious \| + 13 s \| \| \| 7.º \| Jesús Herrada \| Cofidis \| + 14 s \| \| \| 8.º \| Marc Hirschi \| UAE Team Emirates \| + 15 s \| \| \| 9.º \| Filippo Ganna \| Ineos Grenadiers \| + 15 s \| \| \| 10.º \| Mattia Cattaneo \| Deceuninck-Quick Step \| + 15 s \| \| |                  |                       |            |
| |                  |                       |            |
| Fuente: ProCyclingStats |                  |                       |            |
| Clasificación de la etapa |                  |                       |            |
| Ciclista | Ciclista         | Equipo                | Tiempo     |
| 1.º | Rohan Dennis     | Ineos Grenadiers      | 5 min 26 s |
| 2.º | Geraint Thomas   | Ineos Grenadiers      | + 9 s      |
| 3.º | Richie Porte     | Ineos Grenadiers      | + 9 s      |
| 4.º | Rémi Cavagna     | Deceuninck-Quick Step | + 11 s     |
| 5.º | Stefan Bissegger | EF Education-Nippo    | + 11 s     |
| 6.º | Jan Tratnik      | Bahrain Victorious    | + 13 s     |
| 7.º | Jesús Herrada    | Cofidis               | + 14 s     |
| 8.º | Marc Hirschi     | UAE Team Emirates     | + 15 s     |
| 9.º | Filippo Ganna    | Ineos Grenadiers      | + 15 s     |
| 10.º | Mattia Cattaneo  | Deceuninck-Quick Step | + 15 s     |

| \| Clasificación general \| Clasificación general \| Clasificación general \| Clasificación general \| Clasificación general \| \| Ciclista \| Ciclista \| Equipo \| Tiempo \| \| \| --------------------- \| --------------------- \| --------------------- \| --------------------- \| --------------------- \| \| 1.º \| Rohan Dennis \| Ineos Grenadiers \| 5 min 26 s \| \| \| 2.º \| Geraint Thomas \| Ineos Grenadiers \| + 9 s \| \| \| 3.º \| Richie Porte \| Ineos Grenadiers \| + 9 s \| \| \| 4.º \| Rémi Cavagna \| Deceuninck-Quick Step \| + 11 s \| \| \| 5.º \| Stefan Bissegger \| EF Education-Nippo \| + 11 s \| \| \| 6.º \| Jan Tratnik \| Bahrain Victorious \| + 13 s \| \| \| 7.º \| Jesús Herrada \| Cofidis \| + 14 s \| \| \| 8.º \| Marc Hirschi \| UAE Team Emirates \| + 15 s \| \| \| 9.º \| Filippo Ganna \| Ineos Grenadiers \| + 15 s \| \| \| 10.º \| Mattia Cattaneo \| Deceuninck-Quick Step \| + 15 s \| \| |                  |                       |            |
| |                  |                       |            |
| Fuente: ProCyclingStats |                  |                       |            |
| Clasificación general |                  |                       |            |
| Ciclista | Ciclista         | Equipo                | Tiempo     |
| 1.º | Rohan Dennis     | Ineos Grenadiers      | 5 min 26 s |
| 2.º | Geraint Thomas   | Ineos Grenadiers      | + 9 s      |
| 3.º | Richie Porte     | Ineos Grenadiers      | + 9 s      |
| 4.º | Rémi Cavagna     | Deceuninck-Quick Step | + 11 s     |
| 5.º | Stefan Bissegger | EF Education-Nippo    | + 11 s     |
| 6.º | Jan Tratnik      | Bahrain Victorious    | + 13 s     |
| 7.º | Jesús Herrada    | Cofidis               | + 14 s     |
| 8.º | Marc Hirschi     | UAE Team Emirates     | + 15 s     |
| 9.º | Filippo Ganna    | Ineos Grenadiers      | + 15 s     |
| 10.º | Mattia Cattaneo  | Deceuninck-Quick Step | + 15 s     |

### 1.ª etapa
| Aigle - Martigny | etapa escarpada | (168,1 km) |

| \| Clasificación de la etapa \| Clasificación de la etapa \| Clasificación de la etapa \| Clasificación de la etapa \| Clasificación de la etapa \| \| Ciclista \| Ciclista \| Equipo \| Tiempo \| \| \| ------------------------- \| ------------------------- \| ---------------------------------- \| ------------------------- \| ------------------------- \| \| 1.º \| Peter Sagan \| Bora-Hansgrohe \| 4 h 12 min 40 s \| \| \| 2.º \| Sonny Colbrelli \| Bahrain Victorious \| + 0 s \| \| \| 3.º \| Patrick Bevin \| Israel Start-Up Nation \| + 0 s \| \| \| 4.º \| Andrea Pasqualon \| Intermarché-Wanty-Gobert Matériaux \| + 0 s \| \| \| 5.º \| Alessandro Covi \| UAE Team Emirates \| + 0 s \| \| \| 6.º \| Magnus Cort \| EF Education-Nippo \| + 0 s \| \| \| 7.º \| Dion Smith \| BikeExchange \| + 0 s \| \| \| 8.º \| Clément Venturini \| AG2R Citroën Team \| + 0 s \| \| \| 9.º \| Mattia Cattaneo \| Deceuninck-Quick Step \| + 0 s \| \| \| 10.º \| Jacopo Mosca \| Trek-Segafredo \| + 0 s \| \| |                   |                                    |                 |
| |                   |                                    |                 |
| Fuente: ProCyclingStats |                   |                                    |                 |
| Clasificación de la etapa |                   |                                    |                 |
| Ciclista | Ciclista          | Equipo                             | Tiempo          |
| 1.º | Peter Sagan       | Bora-Hansgrohe                     | 4 h 12 min 40 s |
| 2.º | Sonny Colbrelli   | Bahrain Victorious                 | + 0 s           |
| 3.º | Patrick Bevin     | Israel Start-Up Nation             | + 0 s           |
| 4.º | Andrea Pasqualon  | Intermarché-Wanty-Gobert Matériaux | + 0 s           |
| 5.º | Alessandro Covi   | UAE Team Emirates                  | + 0 s           |
| 6.º | Magnus Cort       | EF Education-Nippo                 | + 0 s           |
| 7.º | Dion Smith        | BikeExchange                       | + 0 s           |
| 8.º | Clément Venturini | AG2R Citroën Team                  | + 0 s           |
| 9.º | Mattia Cattaneo   | Deceuninck-Quick Step              | + 0 s           |
| 10.º | Jacopo Mosca      | Trek-Segafredo                     | + 0 s           |

| \| Clasificación general \| Clasificación general \| Clasificación general \| Clasificación general \| Clasificación general \| \| Ciclista \| Ciclista \| Equipo \| Tiempo \| \| \| --------------------- \| --------------------- \| ---------------------- \| --------------------- \| --------------------- \| \| 1.º \| Rohan Dennis \| Ineos Grenadiers \| 4 h 18 min 06 s \| \| \| 2.º \| Geraint Thomas \| Ineos Grenadiers \| + 9 s \| \| \| 3.º \| Richie Porte \| Ineos Grenadiers \| + 9 s \| \| \| 4.º \| Rémi Cavagna \| Deceuninck-Quick Step \| + 11 s \| \| \| 5.º \| Peter Sagan \| Bora-Hansgrohe \| + 12 s \| \| \| 6.º \| Jan Tratnik \| Bahrain Victorious \| + 13 s \| \| \| 7.º \| Patrick Bevin \| Israel Start-Up Nation \| + 14 s \| \| \| 8.º \| Jesús Herrada \| Cofidis \| + 14 s \| \| \| 9.º \| Marc Hirschi \| UAE Team Emirates \| + 15 s \| \| \| 10.º \| Mattia Cattaneo \| Deceuninck-Quick Step \| + 15 s \| \| |                 |                        |                 |
| |                 |                        |                 |
| Fuente: ProCyclingStats |                 |                        |                 |
| Clasificación general |                 |                        |                 |
| Ciclista | Ciclista        | Equipo                 | Tiempo          |
| 1.º | Rohan Dennis    | Ineos Grenadiers       | 4 h 18 min 06 s |
| 2.º | Geraint Thomas  | Ineos Grenadiers       | + 9 s           |
| 3.º | Richie Porte    | Ineos Grenadiers       | + 9 s           |
| 4.º | Rémi Cavagna    | Deceuninck-Quick Step  | + 11 s          |
| 5.º | Peter Sagan     | Bora-Hansgrohe         | + 12 s          |
| 6.º | Jan Tratnik     | Bahrain Victorious     | + 13 s          |
| 7.º | Patrick Bevin   | Israel Start-Up Nation | + 14 s          |
| 8.º | Jesús Herrada   | Cofidis                | + 14 s          |
| 9.º | Marc Hirschi    | UAE Team Emirates      | + 15 s          |
| 10.º | Mattia Cattaneo | Deceuninck-Quick Step  | + 15 s          |

### 2.ª etapa
| La Neuveville - Saint-Imier | etapa de media montaña | (165,7 km) |

| \| Clasificación de la etapa \| Clasificación de la etapa \| Clasificación de la etapa \| Clasificación de la etapa \| Clasificación de la etapa \| \| Ciclista \| Ciclista \| Equipo \| Tiempo \| \| \| ------------------------- \| ------------------------- \| ------------------------- \| ------------------------- \| ------------------------- \| \| 1.º \| Sonny Colbrelli \| Bahrain Victorious \| 4 h 21 min 42 s \| \| \| 2.º \| Patrick Bevin \| Israel Start-Up Nation \| + 0 s \| \| \| 3.º \| Marc Hirschi \| UAE Team Emirates \| + 0 s \| \| \| 4.º \| Clément Champoussin \| AG2R Citroën Team \| + 0 s \| \| \| 5.º \| Diego Ulissi \| UAE Team Emirates \| + 0 s \| \| \| 6.º \| Wilco Kelderman \| Bora-Hansgrohe \| + 0 s \| \| \| 7.º \| Ilan Van Wilder \| Team DSM \| + 0 s \| \| \| 8.º \| Fausto Masnada \| Deceuninck-Quick Step \| + 0 s \| \| \| 9.º \| Rui Alberto Costa \| UAE Team Emirates \| + 0 s \| \| \| 10.º \| Marc Soler \| Movistar Team \| + 0 s \| \| |                     |                        |                 |
| |                     |                        |                 |
| Fuente: ProCyclingStats |                     |                        |                 |
| Clasificación de la etapa |                     |                        |                 |
| Ciclista | Ciclista            | Equipo                 | Tiempo          |
| 1.º | Sonny Colbrelli     | Bahrain Victorious     | 4 h 21 min 42 s |
| 2.º | Patrick Bevin       | Israel Start-Up Nation | + 0 s           |
| 3.º | Marc Hirschi        | UAE Team Emirates      | + 0 s           |
| 4.º | Clément Champoussin | AG2R Citroën Team      | + 0 s           |
| 5.º | Diego Ulissi        | UAE Team Emirates      | + 0 s           |
| 6.º | Wilco Kelderman     | Bora-Hansgrohe         | + 0 s           |
| 7.º | Ilan Van Wilder     | Team DSM               | + 0 s           |
| 8.º | Fausto Masnada      | Deceuninck-Quick Step  | + 0 s           |
| 9.º | Rui Alberto Costa   | UAE Team Emirates      | + 0 s           |
| 10.º | Marc Soler          | Movistar Team          | + 0 s           |

| \| Clasificación general \| Clasificación general \| Clasificación general \| Clasificación general \| Clasificación general \| \| Ciclista \| Ciclista \| Equipo \| Tiempo \| \| \| --------------------- \| --------------------- \| ---------------------- \| --------------------- \| --------------------- \| \| 1.º \| Rohan Dennis \| Ineos Grenadiers \| 8 h 39 min 48 s \| \| \| 2.º \| Patrick Bevin \| Israel Start-Up Nation \| + 8 s \| \| \| 3.º \| Geraint Thomas \| Ineos Grenadiers \| + 9 s \| \| \| 4.º \| Richie Porte \| Ineos Grenadiers \| + 9 s \| \| \| 5.º \| Sonny Colbrelli \| Bahrain Victorious \| + 9 s \| \| \| 6.º \| Marc Hirschi \| UAE Team Emirates \| + 11 s \| \| \| 7.º \| Jesús Herrada \| Cofidis \| + 14 s \| \| \| 8.º \| Mattia Cattaneo \| Deceuninck-Quick Step \| + 15 s \| \| \| 9.º \| Wilco Kelderman \| Bora-Hansgrohe \| + 16 s \| \| \| 10.º \| Ilan Van Wilder \| Team DSM \| + 16 s \| \| |                 |                        |                 |
| |                 |                        |                 |
| Fuente: ProCyclingStats |                 |                        |                 |
| Clasificación general |                 |                        |                 |
| Ciclista | Ciclista        | Equipo                 | Tiempo          |
| 1.º | Rohan Dennis    | Ineos Grenadiers       | 8 h 39 min 48 s |
| 2.º | Patrick Bevin   | Israel Start-Up Nation | + 8 s           |
| 3.º | Geraint Thomas  | Ineos Grenadiers       | + 9 s           |
| 4.º | Richie Porte    | Ineos Grenadiers       | + 9 s           |
| 5.º | Sonny Colbrelli | Bahrain Victorious     | + 9 s           |
| 6.º | Marc Hirschi    | UAE Team Emirates      | + 11 s          |
| 7.º | Jesús Herrada   | Cofidis                | + 14 s          |
| 8.º | Mattia Cattaneo | Deceuninck-Quick Step  | + 15 s          |
| 9.º | Wilco Kelderman | Bora-Hansgrohe         | + 16 s          |
| 10.º | Ilan Van Wilder | Team DSM               | + 16 s          |

### 3.ª etapa
| Estavayer - Estavayer | etapa escarpada | (168,7 km) |

| \| Clasificación de la etapa \| Clasificación de la etapa \| Clasificación de la etapa \| Clasificación de la etapa \| Clasificación de la etapa \| \| Ciclista \| Ciclista \| Equipo \| Tiempo \| \| \| ------------------------- \| ------------------------- \| ------------------------- \| ------------------------- \| ------------------------- \| \| 1.º \| Marc Soler \| Movistar Team \| 3 h 58 min 35 s \| \| \| 2.º \| Magnus Cort \| EF Education-Nippo \| + 22 s \| \| \| 3.º \| Peter Sagan \| Bora-Hansgrohe \| + 22 s \| \| \| 4.º \| Sonny Colbrelli \| Bahrain Victorious \| + 22 s \| \| \| 5.º \| Gorka Izagirre \| Astana-Premier Tech \| + 22 s \| \| \| 6.º \| Diego Ulissi \| UAE Team Emirates \| + 22 s \| \| \| 7.º \| Ilan Van Wilder \| Team DSM \| + 22 s \| \| \| 8.º \| Sepp Kuss \| Jumbo-Visma \| + 22 s \| \| \| 9.º \| Ion Izagirre \| Astana-Premier Tech \| + 22 s \| \| \| 10.º \| Rui Alberto Costa \| UAE Team Emirates \| + 22 s \| \| |                   |                     |                 |
| |                   |                     |                 |
| Fuente: ProCyclingStats |                   |                     |                 |
| Clasificación de la etapa |                   |                     |                 |
| Ciclista | Ciclista          | Equipo              | Tiempo          |
| 1.º | Marc Soler        | Movistar Team       | 3 h 58 min 35 s |
| 2.º | Magnus Cort       | EF Education-Nippo  | + 22 s          |
| 3.º | Peter Sagan       | Bora-Hansgrohe      | + 22 s          |
| 4.º | Sonny Colbrelli   | Bahrain Victorious  | + 22 s          |
| 5.º | Gorka Izagirre    | Astana-Premier Tech | + 22 s          |
| 6.º | Diego Ulissi      | UAE Team Emirates   | + 22 s          |
| 7.º | Ilan Van Wilder   | Team DSM            | + 22 s          |
| 8.º | Sepp Kuss         | Jumbo-Visma         | + 22 s          |
| 9.º | Ion Izagirre      | Astana-Premier Tech | + 22 s          |
| 10.º | Rui Alberto Costa | UAE Team Emirates   | + 22 s          |

| \| Clasificación general \| Clasificación general \| Clasificación general \| Clasificación general \| Clasificación general \| \| Ciclista \| Ciclista \| Equipo \| Tiempo \| \| \| --------------------- \| --------------------- \| --------------------- \| --------------------- \| --------------------- \| \| 1.º \| Marc Soler \| Movistar Team \| 12 h 38 min 40 s \| \| \| 2.º \| Geraint Thomas \| Ineos Grenadiers \| + 14 s \| \| \| 3.º \| Richie Porte \| Ineos Grenadiers \| + 14 s \| \| \| 4.º \| Sonny Colbrelli \| Bahrain Victorious \| + 14 s \| \| \| 5.º \| Marc Hirschi \| UAE Team Emirates \| + 16 s \| \| \| 6.º \| Mattia Cattaneo \| Deceuninck-Quick Step \| + 20 s \| \| \| 7.º \| Wilco Kelderman \| Bora-Hansgrohe \| + 21 s \| \| \| 8.º \| Ilan Van Wilder \| Team DSM \| + 21 s \| \| \| 9.º \| Sepp Kuss \| Jumbo-Visma \| + 21 s \| \| \| 10.º \| Rui Alberto Costa \| UAE Team Emirates \| + 24 s \| \| |                   |                       |                  |
| |                   |                       |                  |
| Fuente: ProCyclingStats |                   |                       |                  |
| Clasificación general |                   |                       |                  |
| Ciclista | Ciclista          | Equipo                | Tiempo           |
| 1.º | Marc Soler        | Movistar Team         | 12 h 38 min 40 s |
| 2.º | Geraint Thomas    | Ineos Grenadiers      | + 14 s           |
| 3.º | Richie Porte      | Ineos Grenadiers      | + 14 s           |
| 4.º | Sonny Colbrelli   | Bahrain Victorious    | + 14 s           |
| 5.º | Marc Hirschi      | UAE Team Emirates     | + 16 s           |
| 6.º | Mattia Cattaneo   | Deceuninck-Quick Step | + 20 s           |
| 7.º | Wilco Kelderman   | Bora-Hansgrohe        | + 21 s           |
| 8.º | Ilan Van Wilder   | Team DSM              | + 21 s           |
| 9.º | Sepp Kuss         | Jumbo-Visma           | + 21 s           |
| 10.º | Rui Alberto Costa | UAE Team Emirates     | + 24 s           |

### 4.ª etapa
| Sion - Thyon | etapa de montaña | (161,3 km) |

| \| Clasificación de la etapa \| Clasificación de la etapa \| Clasificación de la etapa \| Clasificación de la etapa \| Clasificación de la etapa \| \| Ciclista \| Ciclista \| Equipo \| Tiempo \| \| \| ------------------------- \| ------------------------- \| ------------------------- \| ------------------------- \| ------------------------- \| \| 1.º \| Michael Woods \| Israel Start-Up Nation \| 4 h 58 min 35 s \| \| \| 2.º \| Ben O'Connor \| AG2R Citroën Team \| + 17 s \| \| \| 3.º \| Geraint Thomas \| Ineos Grenadiers \| + 21 s \| \| \| 4.º \| Lucas Hamilton \| BikeExchange \| + 34 s \| \| \| 5.º \| Fausto Masnada \| Deceuninck-Quick Step \| + 37 s \| \| \| 6.º \| Richie Porte \| Ineos Grenadiers \| + 42 s \| \| \| 7.º \| Ion Izagirre \| Astana-Premier Tech \| + 42 s \| \| \| 8.º \| Damiano Caruso \| Bahrain Victorious \| + 52 s \| \| \| 9.º \| Marc Soler \| Movistar Team \| + 53 s \| \| \| 10.º \| Thymen Arensman \| Team DSM \| + 1 min 57 s \| \| |                 |                        |                 |
| |                 |                        |                 |
| Fuente: ProCyclingStats |                 |                        |                 |
| Clasificación de la etapa |                 |                        |                 |
| Ciclista | Ciclista        | Equipo                 | Tiempo          |
| 1.º | Michael Woods   | Israel Start-Up Nation | 4 h 58 min 35 s |
| 2.º | Ben O'Connor    | AG2R Citroën Team      | + 17 s          |
| 3.º | Geraint Thomas  | Ineos Grenadiers       | + 21 s          |
| 4.º | Lucas Hamilton  | BikeExchange           | + 34 s          |
| 5.º | Fausto Masnada  | Deceuninck-Quick Step  | + 37 s          |
| 6.º | Richie Porte    | Ineos Grenadiers       | + 42 s          |
| 7.º | Ion Izagirre    | Astana-Premier Tech    | + 42 s          |
| 8.º | Damiano Caruso  | Bahrain Victorious     | + 52 s          |
| 9.º | Marc Soler      | Movistar Team          | + 53 s          |
| 10.º | Thymen Arensman | Team DSM               | + 1 min 57 s    |

| \| Clasificación general \| Clasificación general \| Clasificación general \| Clasificación general \| Clasificación general \| \| Ciclista \| Ciclista \| Equipo \| Tiempo \| \| \| --------------------- \| --------------------- \| ---------------------- \| --------------------- \| --------------------- \| \| 1.º \| Michael Woods \| Israel Start-Up Nation \| 17 h 37 min 35 s \| \| \| 2.º \| Geraint Thomas \| Ineos Grenadiers \| + 11 s \| \| \| 3.º \| Ben O'Connor \| AG2R Citroën Team \| + 21 s \| \| \| 4.º \| Marc Soler \| Movistar Team \| + 33 s \| \| \| 5.º \| Richie Porte \| Ineos Grenadiers \| + 36 s \| \| \| 6.º \| Fausto Masnada \| Deceuninck-Quick Step \| + 45 s \| \| \| 7.º \| Ion Izagirre \| Astana-Premier Tech \| + 48 s \| \| \| 8.º \| Lucas Hamilton \| BikeExchange \| + 49 s \| \| \| 9.º \| Damiano Caruso \| Bahrain Victorious \| + 1 min 04 s \| \| \| 10.º \| Wilco Kelderman \| Bora-Hansgrohe \| + 1 min 58 s \| \| |                 |                        |                  |
| |                 |                        |                  |
| Fuente: ProCyclingStats |                 |                        |                  |
| Clasificación general |                 |                        |                  |
| Ciclista | Ciclista        | Equipo                 | Tiempo           |
| 1.º | Michael Woods   | Israel Start-Up Nation | 17 h 37 min 35 s |
| 2.º | Geraint Thomas  | Ineos Grenadiers       | + 11 s           |
| 3.º | Ben O'Connor    | AG2R Citroën Team      | + 21 s           |
| 4.º | Marc Soler      | Movistar Team          | + 33 s           |
| 5.º | Richie Porte    | Ineos Grenadiers       | + 36 s           |
| 6.º | Fausto Masnada  | Deceuninck-Quick Step  | + 45 s           |
| 7.º | Ion Izagirre    | Astana-Premier Tech    | + 48 s           |
| 8.º | Lucas Hamilton  | BikeExchange           | + 49 s           |
| 9.º | Damiano Caruso  | Bahrain Victorious     | + 1 min 04 s     |
| 10.º | Wilco Kelderman | Bora-Hansgrohe         | + 1 min 58 s     |

### 5.ª etapa
| Friburgo - Friburgo | contrarreloj individual | (16,19 km) |

| \| Clasificación de la etapa \| Clasificación de la etapa \| Clasificación de la etapa \| Clasificación de la etapa \| Clasificación de la etapa \| \| Ciclista \| Ciclista \| Equipo \| Tiempo \| \| \| ------------------------- \| ------------------------- \| ------------------------- \| ------------------------- \| ------------------------- \| \| 1.º \| Rémi Cavagna \| Deceuninck-Quick Step \| 21 min 54 s \| \| \| 2.º \| Stefan Bissegger \| EF Education-Nippo \| + 6 s \| \| \| 3.º \| Geraint Thomas \| Ineos Grenadiers \| + 17 s \| \| \| 4.º \| Ilan Van Wilder \| Team DSM \| + 18 s \| \| \| 5.º \| Richie Porte \| Ineos Grenadiers \| + 20 s \| \| \| 6.º \| Fausto Masnada \| Deceuninck-Quick Step \| + 21 s \| \| \| 7.º \| Mattia Cattaneo \| Deceuninck-Quick Step \| + 29 s \| \| \| 8.º \| Marc Soler \| Movistar Team \| + 34 s \| \| \| 9.º \| Rohan Dennis \| Ineos Grenadiers \| + 35 s \| \| \| 10.º \| Filippo Ganna \| Ineos Grenadiers \| + 37 s \| \| |                  |                       |             |
| |                  |                       |             |
| Fuente: ProCyclingStats |                  |                       |             |
| Clasificación de la etapa |                  |                       |             |
| Ciclista | Ciclista         | Equipo                | Tiempo      |
| 1.º | Rémi Cavagna     | Deceuninck-Quick Step | 21 min 54 s |
| 2.º | Stefan Bissegger | EF Education-Nippo    | + 6 s       |
| 3.º | Geraint Thomas   | Ineos Grenadiers      | + 17 s      |
| 4.º | Ilan Van Wilder  | Team DSM              | + 18 s      |
| 5.º | Richie Porte     | Ineos Grenadiers      | + 20 s      |
| 6.º | Fausto Masnada   | Deceuninck-Quick Step | + 21 s      |
| 7.º | Mattia Cattaneo  | Deceuninck-Quick Step | + 29 s      |
| 8.º | Marc Soler       | Movistar Team         | + 34 s      |
| 9.º | Rohan Dennis     | Ineos Grenadiers      | + 35 s      |
| 10.º | Filippo Ganna    | Ineos Grenadiers      | + 37 s      |

## Clasificaciones finales
- Las clasificaciones finalizaron de la siguiente forma:[5]

### Clasificación general
| \| Clasificación general \| Clasificación general \| Clasificación general \| Clasificación general \| Clasificación general \| \| Ciclista \| Ciclista \| Equipo \| Tiempo \| \| \| --------------------- \| --------------------- \| ---------------------- \| --------------------- \| --------------------- \| \| 1.º \| Geraint Thomas \| Ineos Grenadiers \| 17 h 59 min 57 s \| \| \| 2.º \| Richie Porte \| Ineos Grenadiers \| + 28 s \| \| \| 3.º \| Fausto Masnada \| Deceuninck-Quick Step \| + 38 s \| \| \| 4.º \| Marc Soler \| Movistar Team \| + 39 s \| \| \| 5.º \| Michael Woods \| Israel Start-Up Nation \| + 43 s \| \| \| 6.º \| Ben O'Connor \| AG2R Citroën Team \| + 45 s \| \| \| 7.º \| Ion Izagirre \| Astana-Premier Tech \| + 1 min 08 s \| \| \| 8.º \| Lucas Hamilton \| BikeExchange \| + 1 min 22 s \| \| \| 9.º \| Damiano Caruso \| Bahrain Victorious \| + 1 min 30 s \| \| \| 10.º \| Wilco Kelderman \| Bora-Hansgrohe \| + 2 min 20 s \| \| |                 |                        |                  |
| |                 |                        |                  |
| Fuente: ProCyclingStats |                 |                        |                  |
| Clasificación general |                 |                        |                  |
| Ciclista | Ciclista        | Equipo                 | Tiempo           |
| 1.º | Geraint Thomas  | Ineos Grenadiers       | 17 h 59 min 57 s |
| 2.º | Richie Porte    | Ineos Grenadiers       | + 28 s           |
| 3.º | Fausto Masnada  | Deceuninck-Quick Step  | + 38 s           |
| 4.º | Marc Soler      | Movistar Team          | + 39 s           |
| 5.º | Michael Woods   | Israel Start-Up Nation | + 43 s           |
| 6.º | Ben O'Connor    | AG2R Citroën Team      | + 45 s           |
| 7.º | Ion Izagirre    | Astana-Premier Tech    | + 1 min 08 s     |
| 8.º | Lucas Hamilton  | BikeExchange           | + 1 min 22 s     |
| 9.º | Damiano Caruso  | Bahrain Victorious     | + 1 min 30 s     |
| 10.º | Wilco Kelderman | Bora-Hansgrohe         | + 2 min 20 s     |

### Clasificación de la montaña
| Clasificación de la montaña | Clasificación de la montaña | Clasificación de la montaña        | Clasificación de la montaña | Clasificación de la montaña |
| Ciclista                    | Ciclista                    | Equipo                             | Puntos                      |                             |
| --------------------------- | --------------------------- | ---------------------------------- | --------------------------- | --------------------------- |
| 1.º                         | Kobe Goossens               | Lotto-Soudal                       | 48 pts                      |                             |
| 2.º                         | Joel Suter                  | Suiza                              | 43 pts                      |                             |
| 3.º                         | Geraint Thomas              | Ineos Grenadiers                   | 34 pts                      |                             |
| 4.º                         | Davide Villella             | Movistar Team                      | 34 pts                      |                             |
| 5.º                         | Rein Taaramäe               | Intermarché-Wanty-Gobert Matériaux | 26 pts                      |                             |
| 6.º                         | Simon Pellaud               | Suiza                              | 25 pts                      |                             |
| 7.º                         | Antwan Tolhoek              | Jumbo-Visma                        | 20 pts                      |                             |
| 8.º                         | Manuele Boaro               | Astana-Premier Tech                | 19 pts                      |                             |
| 9.º                         | Michael Woods               | Israel Start-Up Nation             | 18 pts                      |                             |
| 10.º                        | Robert Power                | Qhubeka Assos                      | 14 pts                      |                             |

### Clasificación de los puntos
| Clasificación por puntos | Clasificación por puntos | Clasificación por puntos | Clasificación por puntos | Clasificación por puntos |
| Ciclista                 | Ciclista                 | Equipo                   | Puntos                   |                          |
| ------------------------ | ------------------------ | ------------------------ | ------------------------ | ------------------------ |
| 1.º                      | Sonny Colbrelli          | Bahrain Victorious       | 98 pts                   |                          |
| 2.º                      | Marc Soler               | Movistar Team            | 77 pts                   |                          |
| 3.º                      | Magnus Cort              | EF Education-Nippo       | 76 pts                   |                          |
| 4.º                      | Peter Sagan              | Bora-Hansgrohe           | 70 pts                   |                          |
| 5.º                      | Geraint Thomas           | Ineos Grenadiers         | 69 pts                   |                          |
| 6.º                      | Richie Porte             | Ineos Grenadiers         | 54 pts                   |                          |
| 7.º                      | Stefan Bissegger         | EF Education-Nippo       | 52 pts                   |                          |
| 8.º                      | Rémi Cavagna             | Deceuninck-Quick Step    | 49 pts                   |                          |
| 9.º                      | Ilan Van Wilder          | Team DSM                 | 48 pts                   |                          |
| 10.º                     | Fausto Masnada           | Deceuninck-Quick Step    | 42 pts                   |                          |

### Clasificación de los jóvenes
| Clasificación del mejor joven | Clasificación del mejor joven | Clasificación del mejor joven | Clasificación del mejor joven | Clasificación del mejor joven |
| Ciclista                      | Ciclista                      | Equipo                        | Tiempo                        |                               |
| ----------------------------- | ----------------------------- | ----------------------------- | ----------------------------- | ----------------------------- |
| 1.º                           | Thymen Arensman               | Team DSM                      | 18 h 02 min 45 s              |                               |
| 2.º                           | Mattias Skjelmose             | Trek-Segafredo                | + 1 min 37 s                  |                               |
| 3.º                           | Ilan Van Wilder               | Team DSM                      | + 3 min 21 s                  |                               |
| 4.º                           | Gijs Leemreize                | Jumbo-Visma                   | + 9 min 36 s                  |                               |
| 5.º                           | Clément Champoussin           | AG2R Citroën Team             | + 11 min 54 s                 |                               |
| 6.º                           | Felix Gall                    | Team DSM                      | + 12 min 00 s                 |                               |
| 7.º                           | Antonio Tiberi                | Trek-Segafredo                | + 12 min 33 s                 |                               |
| 8.º                           | Marc Hirschi                  | UAE Team Emirates             | + 19 min 45 s                 |                               |
| 9.º                           | Andreas Kron                  | Lotto-Soudal                  | + 26 min 44 s                 |                               |
| 10.º                          | Marco Brenner                 | Team DSM                      | + 28 min 26 s                 |                               |

### Clasificación por equipos
| Clasificación por equipos | Clasificación por equipos          | Clasificación por equipos | Clasificación por equipos |
| Equipo                    | Equipo                             | Tiempo                    |                           |
| ------------------------- | ---------------------------------- | ------------------------- | ------------------------- |
| 1.º                       | Ineos Grenadiers                   | 54 h 07 min 07 s          |                           |
| 2.º                       | Team DSM                           | + 11 min 50 s             |                           |
| 3.º                       | Jumbo-Visma                        | + 15 min 59 s             |                           |
| 4.º                       | Intermarché-Wanty-Gobert Matériaux | + 20 min 33 s             |                           |
| 5.º                       | Bahrain Victorious                 | + 20 min 47 s             |                           |
| 6.º                       | Trek-Segafredo                     | + 23 min 03 s             |                           |
| 7.º                       | Deceuninck-Quick Step              | + 23 min 41 s             |                           |
| 8.º                       | Astana-Premier Tech                | + 27 min 04 s             |                           |
| 9.º                       | Movistar Team                      | + 30 min 44 s             |                           |
| 10.º                      | Groupama-FDJ                       | + 31 min 17 s             |                           |

## Evolución de las clasificaciones
| Etapa                   |                         | Ganador _       | Clasificación general | Puntos          | Montaña       | Jóvenes          | Combatividad  | Equipo _          |
| ----------------------- | ----------------------- | --------------- | --------------------- | --------------- | ------------- | ---------------- | ------------- | ----------------- |
| Prólogo                 | prólogo                 | Rohan Dennis    | Rohan Dennis          | Rohan Dennis    | no otorgado   | Stefan Bissegger | no otorgado   | Ineos Grenadiers  |
| 1.ª etapa               | etapa escarpada         | Peter Sagan     | Rohan Dennis          | Peter Sagan     | Joel Suter    | Marc Hirschi     | Joel Suter    | Ineos Grenadiers  |
| 2.ª etapa               | etapa de media montaña  | Sonny Colbrelli | Rohan Dennis          | Sonny Colbrelli | Joel Suter    | Marc Hirschi     | Rein Taaramäe | Ineos Grenadiers  |
| 3.ª etapa               | etapa escarpada         | Marc Soler      | Marc Soler            | Sonny Colbrelli | Joel Suter    | Marc Hirschi     | Stefan Küng   | UAE Team Emirates |
| 4.ª etapa               | etapa de montaña        | Michael Woods   | Michael Woods         | Sonny Colbrelli | Kobe Goossens | Thymen Arensman  | Magnus Cort   | Ineos Grenadiers  |
| 5.ª etapa               | contrarreloj individual | Rémi Cavagna    | Geraint Thomas        | Sonny Colbrelli | Kobe Goossens | Thymen Arensman  | no otorgado   | Ineos Grenadiers  |
| Clasificaciones finales | Clasificaciones finales |                 | Geraint Thomas        | Sonny Colbrelli | Kobe Goossens | Thymen Arensman  | no otorgado   | Ineos Grenadiers  |

## Ciclistas participantes y posiciones finales
Convenciones:
- AB-N: Abandono en la etapa "N"
- FLT-N: Retiro por arribo fuera del límite de tiempo en la etapa "N"
- NTS-N: No tomó la salida para la etapa "N"
- DES-N: Descalificado o expulsado en la etapa "N"

## UCI World Ranking
El Tour de Romandía otorgó puntos para el UCI World Ranking para corredores de los equipos en las categorías UCI WorldTeam, UCI ProTeam y Continental. Las siguientes tablas son el baremo de puntuación y los 10 corredores que obtuvieron más puntos:
| Posición              | 1.º | 2.º | 3.º | 4.º | 5.º | 6.º | 7.º | 8.º | 9.º | 10.º | 11.º | 12.º | 13.º | 14.º | 15.º | 16.º-20.º | 21.º-30.º | 31.º-50.º | 51.º-55.º | 56.º-60.º |
| Clasificación general | 500 | 400 | 325 | 275 | 225 | 175 | 150 | 125 | 100 | 85   | 70   | 60   | 50   | 40   | 35   | 30        | 20        | 10        | 5         | 3         |
| Por etapa             | 60  | 25  | 10  |     |     |     |     |     |     |      |      |      |      |      |      |           |           |           |           |           |
| Líder                 | 10  |     |     |     |     |     |     |     |     |      |      |      |      |      |      |           |           |           |           |           |

| Clasificación |                |                        |         |       |       |       |
| Posición      | Ciclista       | Equipo                 | General | Etapa | Líder | Total |
| ------------- | -------------- | ---------------------- | ------- | ----- | ----- | ----- |
| 1.º           | Geraint Thomas | INEOS Grenadiers       | 500     | 45    | -     | 545   |
| 2.º           | Richie Porte   | INEOS Grenadiers       | 400     | 10    | -     | 410   |
| 3.º           | Marc Soler     | Movistar               | 275     | 60    | 10    | 345   |
| 4.º           | Fausto Masnada | Deceuninck-Quick Step  | 325     | -     | -     | 325   |
| 5.º           | Michael Woods  | Israel Start-Up Nation | 225     | 60    | 10    | 295   |
| 6.º           | Ben O'Connor   | AG2R Citroën           | 175     | 25    | -     | 200   |
| 7.º           | Ion Izagirre   | Astana-Premier Tech    | 150     | -     | -     | 150   |
| 8.º           | Lucas Hamilton | BikeExchange           | 125     | -     | -     | 125   |
| 9.º           | Rohan Dennis   | INEOS Grenadiers       | 30      | 60    | 30    | 120   |
| 10.º          | Damiano Caruso | Bahrain Victorious     | 100     | -     | -     | 100   |